# Caroline Garcia
Caroline Garcia (Saint-Germain-en-Laye, 16 d'octubre de 1993) és una tennista professional francesa. Guanyadora de set títols individuals i sis més en dobles del circuit WTA. Arribà al quart lloc del rànquing individual l'any 2018 i al número 2 en dobles (2016).
Va aconseguir els primers èxits l'any 2016 quan amb la seva compatriota Kristina Mladenovic va guanyar el títol més important del seu palmarès, el Roland Garros 2016, i van ser distingides com a millor parella de l'any. La següent temporada va decidir centrar-se en el circuit individual. Amb l'equip francès de Copa Federació va disputar la final de l'edició de 2016.

## Torneigs de Grand Slam

### Dobles femenins: 3 (2−1)
| Resultat   | Núm. | Any  | Torneig           | Parella             | Oponents                             | Marcador         |
| ---------- | ---- | ---- | ----------------- | ------------------- | ------------------------------------ | ---------------- |
| Guanyadora | 1.   | 2016 | Roland Garros     | Kristina Mladenovic | Iekaterina Makàrova Ielena Vesninà   | 6−3, 2−6, 6−4    |
| Finalista  | 1.   | 2016 | US Open           | Kristina Mladenovic | Bethanie Mattek-Sands Lucie Šafářová | 6−2, 6−7(5), 4−6 |
| Guanyadora | 2.   | 2022 | Roland Garros (2) | Kristina Mladenovic | Coco Gauff Jessica Pegula            | 2−6, 6−3, 6−2    |

## Palmarès

### Individual: 16 (11−5)
| 2009 − 2020             | Després de 2021 |
| ----------------------- | --------------- |
| Grand Slam (0−0)        |                 |
| WTA Finals (1−0)        |                 |
| Premier Mandatory (1−0) | WTA 1000 (1−0)  |
| Premier 5 (1−0)         | WTA 1000 (1−0)  |
| Premier (0−0)           | WTA 500 (0−0)   |
| International (5−3)     | WTA 250 (2−2)   |

| Títols per superfície |
| --------------------- |
| Dura (5−4)            |
| Gespa (3−0)           |
| Terra batuda (3−1)    |

| Resultat   | Núm. | Data                   | Torneig                              | Superfície   | Oponent              | Marcador            |
| ---------- | ---- | ---------------------- | ------------------------------------ | ------------ | -------------------- | ------------------- |
| Guanyadora | 1.   | 13 d'abril de 2014     | Bogotà, Colòmbia                     | Terra batuda | Jelena Janković      | 6−3, 6−4            |
| Finalista  | 1.   | 28 de febrer de 2015   | Acapulco, Mèxic                      | Dura         | Timea Bacsinszky     | 3−6, 0−6            |
| Finalista  | 2.   | 8 de març de 2015      | Monterrey, Mèxic                     | Dura         | Timea Bacsinszky     | 6−4, 2−6, 4−6       |
| Guanyadora | 2.   | 21 de maig de 2016     | Estrasburg, França                   | Terra batuda | Mirjana Lučić-Baroni | 6−4, 6−1            |
| Guanyadora | 3.   | 19 de juny de 2016     | Mallorca, Espanya                    | Gespa        | Anastasija Sevastova | 6−3, 6−4            |
| Guanyadora | 4.   | 30 de setembre de 2017 | Wuhan, Xina                          | Dura         | Ashleigh Barty       | 6−7(3), 7−6(4), 6−2 |
| Guanyadora | 5.   | 8 d'octubre de 2017    | Pequín, Xina                         | Dura         | Simona Halep         | 6−4, 7−6(3)         |
| Guanyadora | 6.   | 14 d'octubre de 2018   | Tientsin, Xina                       | Dura         | Karolína Plísková    | 7−6(7), 6−3         |
| Finalista  | 3.   | 25 de maig de 2019     | Estrasburg                           | Terra batuda | Dayana Yastremska    | 4−6, 7−5, 6−7(3)    |
| Guanyadora | 7.   | 16 de juny de 2019     | Nottingham, Regne Unit               | Gespa        | Donna Vekić          | 2−6, 7−6(4), 7−6(4) |
| Guanyadora | 8.   | 25 de juny de 2022     | Bad Homburg, Alemanya                | Gespa        | Bianca Andreescu     | 6−7(5), 6−4, 6−4    |
| Guanyadora | 9.   | 31 de juliol de 2022   | Varsòvia, Polònia                    | Terra batuda | Ana Bogdan           | 6−4, 6−1            |
| Guanyadora | 10.  | 21 d'agost de 2022     | Cincinnati, Estats Units             | Dura         | Petra Kvitová        | 6−2, 6−4            |
| Guanyadora | 11.  | 7 de novembre de 2022  | WTA Finals, Fort Worth, Estats Units | Dura (i)     | Arina Sabalenka      | 7−6(4), 6−4         |
| Finalista  | 4.   | 5 de febrer de 2023    | Lió, França                          | Dura (i)     | Alycia Parks         | 6−7(7), 5−7         |
| Finalista  | 5.   | 5 de març de 2023      | Monterrey (2)                        | Dura         | Donna Vekić          | 4−6, 6−3, 5−7       |

### Dobles femenins: 19 (8−11)
| 2009 − 2020             | Després de 2021 |
| ----------------------- | --------------- |
| Grand Slam (2−1)        |                 |
| WTA Finals (0−0)        |                 |
| Premier Mandatory (1−1) | WTA 1000 (0−0)  |
| Premier 5 (0−3)         | WTA 1000 (0−0)  |
| Premier (3−5)           | WTA 500 (1−1)   |
| International (1−1)     | WTA 250 (0−0)   |

| Títols per superfície |
| --------------------- |
| Dura (0−10)           |
| Gespa (2−0)           |
| Terra batuda (6−1)    |

| Resultat   | Núm. | Data                   | Torneig                    | Superfície       | Parella                | Oponents                               | Marcador            |
| ---------- | ---- | ---------------------- | -------------------------- | ---------------- | ---------------------- | -------------------------------------- | ------------------- |
| Guanyadora | 1.   | 13 d'abril de 2014     | Bogotà, Colòmbia           | Terra batuda     | Lara Arruabarrena      | Vania King Chanelle Scheepers          | 7−6(5), 6−4         |
| Finalista  | 1.   | 27 de setembre de 2014 | Wuhan, Xina                | Dura             | Cara Black             | Martina Hingis Flavia Pennetta         | 4−6, 7−5, [10−12]   |
| Finalista  | 2.   | 12 d'octubre de 2014   | Linz, Àustria              | Dura (i)         | Annika Beck            | Raluca Olaru Anna Tatishvili           | 2−6, 1−6            |
| Finalista  | 3.   | 19 d'octubre de 2014   | Moscou, Rússia             | Dura (i)         | Arantxa Parra Santonja | Martina Hingis Flavia Pennetta         | 3−6, 5−7            |
| Finalista  | 4.   | 11 de gener de 2015    | Brisbane, Austràlia        | Dura             | Katarina Srebotnik     | Martina Hingis Sabine Lisicki          | 2−6, 5−7            |
| Finalista  | 5.   | 26 d'abril de 2015     | Stuttgart, Alemanya        | Terra batuda (i) | Katarina Srebotnik     | B. Mattek-Sands Lucie Šafářová         | 4−6, 3−6            |
| Guanyadora | 2.   | 27 de juny de 2015     | Eastbourne, Regne Unit     | Gespa            | Katarina Srebotnik     | Chan Yung-jan Zheng Jie                | 7−6(5), 6−2         |
| Finalista  | 6.   | 16 d'agost de 2015     | Toronto, Canadà            | Dura             | Katarina Srebotnik     | B. Mattek-Sands Lucie Šafářová         | 1−6, 2−6            |
| Finalista  | 7.   | 16 de gener de 2016    | Sydney, Austràlia          | Dura             | Kristina Mladenovic    | Martina Hingis Sania Mirza             | 6−1, 5−7, [5−10]    |
| Finalista  | 8.   | 20 de febrer de 2016   | Dubai, Emirats Àrabs Units | Dura             | Kristina Mladenovic    | Chuang Chia-jung Darija Jurak          | 4−6, 4−6            |
| Guanyadora | 3.   | 10 d'abril de 2016     | Charleston, Estats Units   | Terra batuda     | Kristina Mladenovic    | B. Mattek-Sands Lucie Šafářová         | 6−2, 7−5            |
| Guanyadora | 4.   | 24 d'abril de 2016     | Stuttgart                  | Terra batuda (i) | Kristina Mladenovic    | Martina Hingis Sania Mirza             | 2−6, 6−1, [10−6]    |
| Guanyadora | 5.   | 8 de maig de 2016      | Madrid, Espanya            | Terra batuda     | Kristina Mladenovic    | Martina Hingis Sania Mirza             | 6−4, 6−4            |
| Guanyadora | 6.   | 5 de juny de 2016      | Roland Garros, França      | Terra batuda     | Kristina Mladenovic    | Iekaterina Makàrova Ielena Vesninà     | 6−3, 2−6, 6−4       |
| Finalista  | 9.   | 11 de setembre de 2016 | US Open, Estats Units      | Dura             | Kristina Mladenovic    | B. Mattek-Sands Lucie Šafářová         | 6−2, 6−7(5), 4−6    |
| Finalista  | 10.  | 9 d'octubre de 2016    | Pequín, Xina               | Dura             | Kristina Mladenovic    | B. Mattek-Sands Lucie Šafářová         | 4−6, 4−6            |
| Guanyadora | 7.   | 5 de juny de 2022      | Roland Garros (2)          | Terra batuda     | Kristina Mladenovic    | Coco Gauff Jessica Pegula              | 2−6, 6−3, 6−2       |
| Guanyadora | 8.   | 25 de juny de 2023     | Berlín, Alemanya           | Gespa            | Luisa Stefani          | Kateřina Siniaková Markéta Vondroušová | 4−6, 7−6(8), [10−4] |
| Finalista  | 11.  | 13 de gener de 2024    | Adelaida, Austràlia        | Dura             | Kristina Mladenovic    | Beatriz Haddad Maia Taylor Townsend    | 5−7, 3−6            |

### Equips: 2 (1−1)
| Resultat   | Núm. | Data                      | Torneig                            | Superfície | Equip                                                           | Oponents                                                                   | Marcador |
| ---------- | ---- | ------------------------- | ---------------------------------- | ---------- | --------------------------------------------------------------- | -------------------------------------------------------------------------- | -------- |
| Finalista  | 1.   | 12−13 de novembre de 2016 | Copa Federació, Estrasburg, França | Dura (i)   | Alizé Cornet Kristina Mladenovic Pauline Parmentier             | Petra Kvitová Lucie Hradecká Karolína Plísková Barbora Strýcová            | 2−3      |
| Guanyadora | 1.   | 10−11 de novembre de 2019 | Copa Federació, Perth, Austràlia   | Dura       | Alizé Cornet Fiona Ferro Kristina Mladenovic Pauline Parmentier | Ashleigh Barty Priscilla Hon Astra Sharma Samantha Stosur Ajla Tomljanović | 3−2      |

## Trajectòria

### Individual
| Open d'Austràlia | A   | 2R  | Q3  | 1R          | 1R          | 3R          | 1R    | 3R          | 4R          | 3R          | 2R          | 2R          | 1R          | 4R | 2R | 0 / 13    | 16 – 13   |
| Roland Garros | Q1  | 2R  | 1R  | 2R          | 1R          | 1R          | 2R    | QF          | 4R          | 2R          | 4R          | 2R          | 2R          | 2R | 2R | 0 / 14    | 18 – 14   |
| Wimbledon | A   | Q2  | Q1  | 2R          | 3R          | 1R          | 2R    | 4R          | 1R          | 1R          | NC          | 1R          | 4R          | 3R |    | 0 / 10    | 12 – 10   |
| US Open | A   | Q1  | Q2  | 2R          | 1R          | 1R          | 3R    | 3R          | 3R          | 1R          | 3R          | 2R          | SF          | 1R |    | 0 / 11    | 15 – 11   |
| Jocs Olímpics | NC  | NC  | A   | No celebrat | No celebrat | No celebrat | 2R    | No celebrat | No celebrat | No celebrat | No celebrat | 1R          | NC          | NC |    | 0 / 2     | 1 – 2     |
| WTA Finals | A   | A   | A   | A           | A           | A           | A     | SF          | A           | A           | NC          | A           | G           | A  |    | 1 / 2     | 6 – 3     |
| WTA Elite Trophy | A   | A   | A   | A           | A           | A           | RR    | A           | RR          | A           | No celebrat | No celebrat | No celebrat | RR |    | 0 / 3     | 3 – 3     |
| Total Victòries−Derrotes | 0−0 | 2−4 | 1−6 | 8−14        | 24−23       | 21−17       | 40−26 | 48−22       | 39−26       | 24−23       | 11−11       | 21−24       |             |    |    | 247 – 207 | 247 – 207 |
| Rànquing a final d'any | 280 | 146 | 138 | 75          | 38          | 35          | 23    | 8           | 19          | 45          | 43          | 74          |             |    |    |           |           |
| Llegenda: G: Guanyadora; F: Finalista; SF: Semifinalista; QF: Quarts de final; Q: Qualificació; A: Absent; RR: Round Robin; |     |     |     |             |             |             |       |             |             |             |             |             |             |    |    |           |           |

### Dobles femenins
| Open d'Austràlia | A   | A   | A           | 3R          | 3R          | 3R    | SF          | A           | A           | A           | A   | 2R | A  | QF | 0 / 6    | 14 – 6   |
| Roland Garros | 1R  | 1R  | 2R          | 1R          | 3R          | G     | A           | A           | A           | A           | A   | G  | A  |    | 2 / 7    | 15 – 5   |
| Wimbledon | A   | A   | Q1          | 2R          | 2R          | QF    | A           | A           | A           | NC          | A   | A  | QF |    | 0 /      | 8 – 4    |
| US Open | A   | A   | 2R          | 2R          | QF          | F     | A           | A           | A           | A           | 1R  | QF |    |    | 0 / 6    | 13 – 6   |
| Jocs Olímpics | NC  | A   | No celebrat | No celebrat | No celebrat | 1R    | No celebrat | No celebrat | No celebrat | No celebrat | 1R  | NC | NC |    | 0 / 2    | 0 – 2    |
| WTA Finals | A   | A   | A           | A           | RR          | SF    | A           | A           | A           | NC          | A   | A  |    |    | 0 / 2    | 2 – 3    |
| Total Victòries−Derrotes | 0−1 | 0−4 | 6−10        | 28−17       | 30−17       | 38−12 | 5−3         | 0−0         | 5−4         | 4−4         | 2−6 |    |    |    | 119 – 79 | 119 – 79 |
| Rànquing a final d'any | 309 | 167 | 115         | 26          | 14          | 2     | 73          | –           | 246         | 143         | 172 |    |    |    |          |          |
| Llegenda: G: Guanyadora; F: Finalista; SF: Semifinalista; QF: Quarts de final; Q: Qualificació; A: Absent; RR: Round Robin; |     |     |             |             |             |       |             |             |             |             |     |    |    |    |          |          |

## Guardons
- WTA Doubles Team of the Year (2016 amb Kristina Mladenovic)
- ITF Doubles World Champion (2016 amb Kristina Mladenovic)